# Bibasis miracula
Bibasis miracula is een vlinder uit de familie van de dikkopjes (Hesperiidae). De wetenschappelijke naam van de soort is voor het eerst geldig gepubliceerd in 1949 door Evans. Deze soort wordt wel tot de Burara-soortengroep gerekend.